# Biologische afbraak

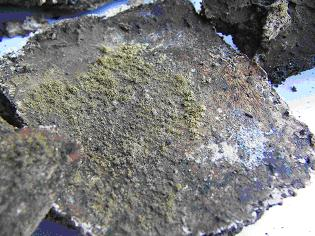
Biologisch plastic na twee maanden afbraak.

Biologische afbraak of mineralisatie is het proces waarbij organische verbindingen, dat wil zeggen stoffen waarvan de moleculen een chemische binding tussen koolstof en vaak waterstof bevatten, worden afgebroken tot anorganische stoffen, door de natuurlijke, biologische activiteit (stofwisseling) van heterotrofe micro-organismen of reducenten. Een persistente stof is moeilijk biologisch afbreekbaar.

## Bacteriën en schimmels
Biologische afbraak gebeurt met name door schimmels en heterotrofe bacteriën, die afgestorven organisch materiaal in en op de bodem, als voedsel gebruiken. Gunstige milieufactoren voor een snelle biologische afbraak zijn de aanwezigheid van warmte, vocht en zuurstofrijke omstandigheden. Water is een belangrijke bouwstof voor de cellen van de reducenten, voldoende zuurstof in de bodem is nodig voor hun celademhaling.
De term verrotting wordt gebruikt voor de zintuiglijk (visueel of door geur) waarneembare, biologische afbraak van grotere, recent (af)gestorven organismen, vers gevallen bladeren, boomstammen.

## Natuurlijk materiaal
In de natuur (op land en in zout en zoet water) wordt organische stof, dat wil zeggen afgestorven biologisch materiaal, door schimmels en bacteriën (op land bodemfauna ) grotendeels afgebroken tot de anorganische stoffen water, koolstofdioxide en voedingszouten: zogeheten mineralisatie. Mineralisatie kan worden beschouwd als de tegenhanger van fotosynthese. Bij fotosynthese maken autotrofe organismen als planten en algen uit het anorganische koolstofdioxide en water de organische verbinding glucose aan. De anorganische stoffen die via mineralisatie uit organisch materiaal vrijkomen keren terug in de voedingsstoffenkringloop: de vrijgekomen koolstofdioxide en water komen weer beschikbaar voor de aanmaak van glucose middels fotosynthese door autototrofen. Vanuit glucose wordt door autotrofen vervolgens zetmeel, en met de vrijgekomen voedingszouten nitraat en fosfaat respectievelijk ook eiwitten en DNA aangemaakt.

## Synthetisch materiaal
Tot voor kort was biologische afbraak alleen bekend bij natuurlijke biomoleculen, afkomstig van dood celmateriaal van organismen. Tegenwoordig kan het organische materiaal ook van synthetische oorsprong zijn; het gaat dan bijvoorbeeld om bioplastic, biologisch plastic dat bestaat uit synthetisch vervaardigde biopolymeren. Natuurlijk en synthetisch materiaal dat zich op deze manier laat afbreken wordt biologisch afbreekbaar genoemd. Alleen organische (dat wil zeggen koolstof én waterstof bevattende) moleculen kunnen biologisch worden afgebroken. Anorganische stoffen kunnen slechts uiteenvallen onder invloed van andere mechanismen. 
Sedert 2010 zijn gevallen van biodegradatie door bacteriën intussen wetenschappelijk aangetoond, maar van (grootschalige) praktische toepassing was in 2023 nog geen sprake.

## Waterzuivering
De biologische afbreekbaarheid van synthetische oppervlakte-actieve stoffen (zeep) uit was- en schoonmaakmiddelen die in het oppervlaktewater terechtkomen wordt in Europa geregeld in de Detergentenverordening. Deze Europese wetgeving stelt volledige biologische afbreekbaarheid van deze stoffen verplicht. In deze verordening staan de testen die gebruikt moeten worden om de afbreekbaarheid van een gegeven stof te bewijzen. Volledige biologische afbraak betekent dat de in het water aanwezige industrieel geproduceerde organische stoffen door micro-organismen (bacteriën) volledig tot de anorganische stoffen koolstofdioxide, water en anorganische zouten worden afgebroken, volgens hetzelfde chemische principe als bij biologisch organisch materiaal.
De meeste oppervlakte-actieve stoffen in was- en schoonmaakmiddelen veroorzaken schuimvorming. Als ze niet snel worden afgebroken en in het oppervlaktewater terechtkomen kan er hinderlijk veel schuim op waterwegen ontstaan, vooral als het water daar in hevige beweging is. Vanwege het schuimprobleem ging de industrie in de vroege jaren 1960 op zoek naar snel biologisch afbreekbare oppervlakte-actieve stoffen.
Voor biologische afbraak zijn micro-organismen (bacteriën) nodig die de oppervlakte-actieve stoffen kunnen gebruiken als voedingsstoffen. In  waterzuiveringsinstallaties wordt dit gegeven toegepast. In biologische waterzuiveringsinstallaties is de concentratie van micro-organismen zeer hoog en verloopt de biologische afbraak snel. De mate waarin en de snelheid waarmee dat gebeurt, hangen af van factoren als de doorlooptijd van het afvalwater in de installatie en de doelmatigheid waarmee deze werkt.

## Enzymwerking in wasmiddelen
De “biologische activiteit" van sommige textielwasmiddelen is iets heel anders. Dergelijke producten bevatten synthetisch vervaardigde natuur-identieke enzymen, die bepaalde soorten vlekken helpen verwijderen. Enzymwerking is van oorsprong een inwendig ontledingsproces van stoffen in levende wezens; bij biologische activiteit in wasmiddelen gaat het om de uitwendige ontleding, door de werking van synthetische enzymen, van vet- en eiwitvlekken.